# John Harington
John Harington (o Harrington; Kelston, 4 agosto 1561 – Kelston, 20 novembre 1612) è stato un inventore, poeta e scrittore inglese.
L'attore Kit Harington è un suo lontano discendente.

## Biografia
Nacque a Kelston, nella contea di Somerset. Considerato l'ideatore della moderna toilette, che descrisse nelle Metamorfosi di Aiace, tradusse in inglese il celebre Regimen Sanitatis Salernitanum e l'Orlando furioso di Ludovico Ariosto.

## Nei media
- John Harington appare nel primo episodio della sedicesima stagione di South Park.